# Schwanfeld
Schwanfeld ist eine Gemeinde im unterfränkischen Landkreis Schweinfurt.

## Geografie
Schwanfeld liegt in der Region Main-Rhön.

### Gemeindegliederung
Es gibt drei Gemeindeteile (in Klammern ist der Siedlungstyp angegeben):
- Heiligenthal (Einöde)
- Neuheiligenthal (Weiler)
- Schwanfeld (Pfarrdorf)

Es gibt nur die Gemarkung Schwanfeld.

### Nachbargemeinden
Nachbargemeinden sind (von Norden beginnend im Uhrzeigersinn): Waigolshausen, Wipfeld, Eisenheim, Bergtheim und Werneck.

## Geschichte

### Bis zur Gemeindegründung
Schwanfeld gilt als das älteste Dorf Deutschlands, auch wenn eine durchgängige Besiedlung nicht erwiesen ist. Gesichert ist, dass dort vor rund 7500 Jahren Bandkeramiker sesshaft wurden, Ackerbau betrieben und in Häusern lebten. Die Funde aus dieser Epoche sind im Bandkeramik-Museum Schwanfeld ausgestellt.
Schwanfeld wurde 772 erstmals urkundlich erwähnt. 1234 wurde das Kloster Heiligenthal gegründet.
Mitte des 16. Jahrhunderts wurde die jüdische Gemeinschaft von Schwanfeld gegründet; 1579 entstand der jüdische Friedhof des Ortes. 1784 errichtete die jüdische Gemeinde in der heutigen Wipfelder Straße 17 eine Synagoge, deren Inneneinrichtung am 10. November 1938 zertrümmert wurde. Die NS-Täter verzichteten auf ein Niederbrennen, weil lokale NS-Funktionäre darin ein HJ-Heim einrichten wollten. Bedeutende jüdische Persönlichkeiten, die in Schwanfeld geboren wurden, waren Jacob Elkan und Ludwig Frankenthal.
Das Amt Klingenberg des Hochstiftes Würzburg lag mit Schwanfeld ab 1500 im Fränkischen Reichskreis. Der Amtssitz wurde 1792 nach Schwanfeld verlegt, das Amt dann als Amt Schwanfeld bezeichnet. Es fiel 1803 an Bayern, das es 1805 (Friede von Preßburg) mit dem Großherzogtum Würzburg des Erzherzogs Ferdinand von Toskana tauschte. Im Zuge der Verwaltungsreformen in Bayern entstand mit dem Gemeindeedikt von 1818 die heutige Gemeinde.

### Einwohnerentwicklung
Im Zeitraum 1988 bis 2018 stieg die Einwohnerzahl von 1705 auf 1819 um 114 Einwohner bzw. um 6,7 %. 2000 hatte die Gemeinde 2045 Einwohner.
Quelle: BayLfStat

## Politik

### Bürgermeisteramt
Lisa Krein (Schwanfelder Liste) ist seit 1. Mai 2020 Erste Bürgermeisterin. Sie wurde bei einer Wahlbeteiligung von 65,4 % am 15. März 2020 mit 83,1 % der Stimmen gewählt.

### Gemeinderat
Zur Kommunalwahl 2020 legte lediglich die Schwanfelder Liste einen Wahlvorschlag vor; die zwölf Bewerber mit den meisten Stimmen bilden den Gemeinderat.

### Wappen
| | Blasonierung: „In Blau auf grünem Boden stehend ein golden bewehrter silberner Schwan, der um den Hals an rotem Band ein silbernes Schildchen trägt; darin drei, zwei zu eins gestellte und miteinander verbundene schwarze Kugeln.“ |
| Wappenbegründung: Wappengeschichte Im Jahr 1559 gehörte Schwanfeld zu den Gütern der Adelsfamilie Schutzbar, genannt Milchling, und blieb in deren Besitz bis 1579. Im Jahr 1576 erwirkte Heinrich Hermann Schutzbar, damals der Würzburger Domherr, das Wappenprivileg für Schwanfeld. Kaiser Rudolf II. verlieh dem Ort um 1576 das Wappen, zusammengefügt aus dem silbernen Schwan für den Ortsnamen und dem Familienwappen des Adelsgeschlechts Schutzbar, genannt Milchling. Aus dem Jahr 1631 ist ein Siegelabdruck übermittelt, der den Schwan alleine im Wappen zeigt und damit in erster Linie den Ortsnamen abbildet. Es wird vermutet, dass das Siegel nach Rückzug des Adelsgeschlechts verändert wurde. Ab 1819, als Landgemeinden keine Wappen mehr in ihren Siegeln führen durften, bis zum Jahr 1962 wurde das Wappen nicht mehr verwendet. Die Wiederaufnahme der gemeindlichen Wappenführung erfolgte per Ministerialbeschluss vom 27.04.1962. Der damalige 1. Bürgermeister, Herr Dr. Römmelt, hatte sich für die Reaktivierung des Wappens nach Beschluss durch den Gemeinderat erfolgreich beim Ministerium eingesetzt. Seit 1576 führt Schwanfeld ein Wappen; es wurde am 27. April 1962 bestätigt. | |

### Gemeindepartnerschaften
Es bestehen Gemeindepartnerschaften zu
- Mühleberg, Kanton Bern (Schweiz)
- Aubigny-Les Clouzeaux, Département Vendée (Frankreich)

## Bau- und Bodendenkmäler

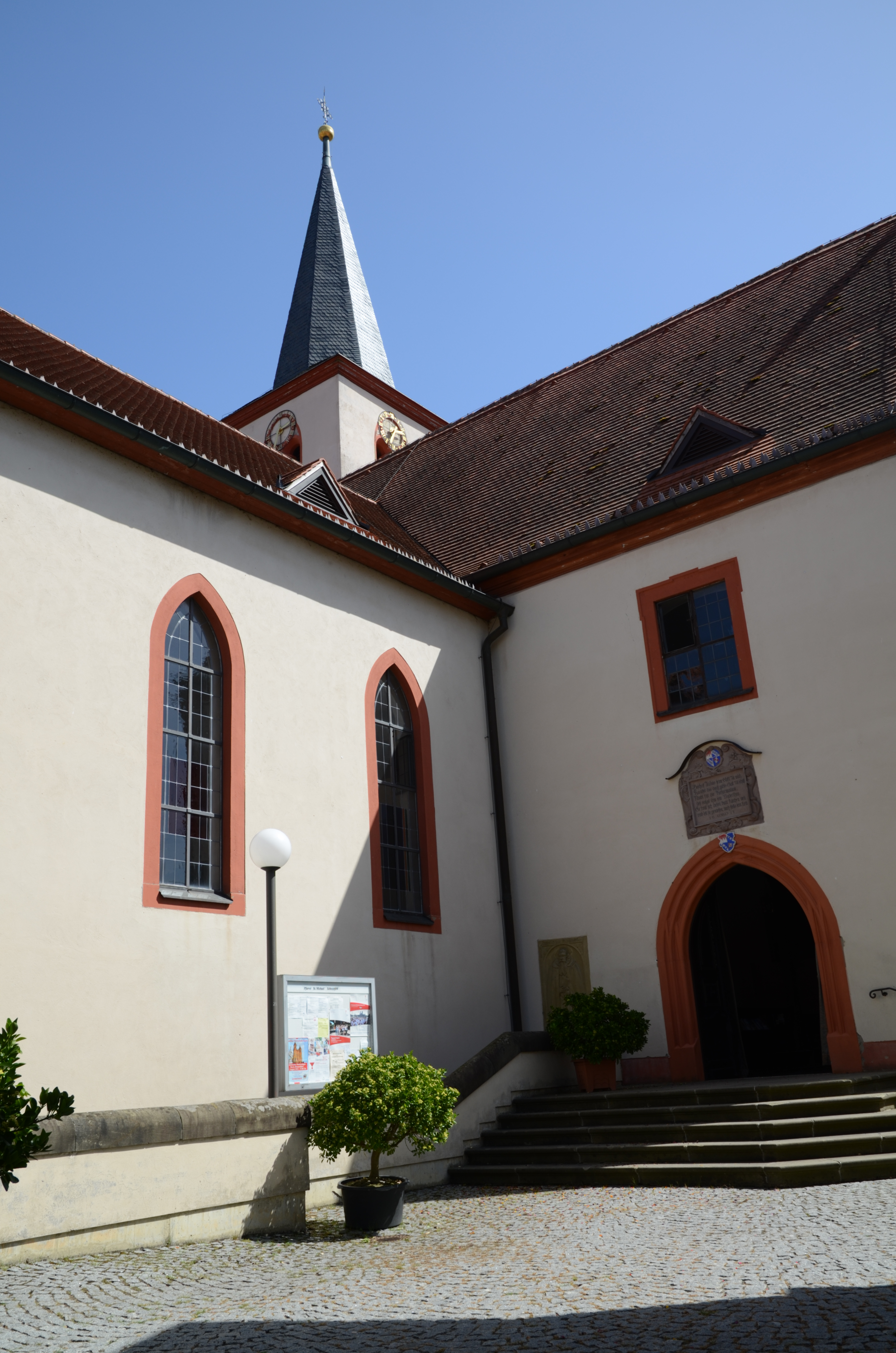
Pfarrkirche St. Michael
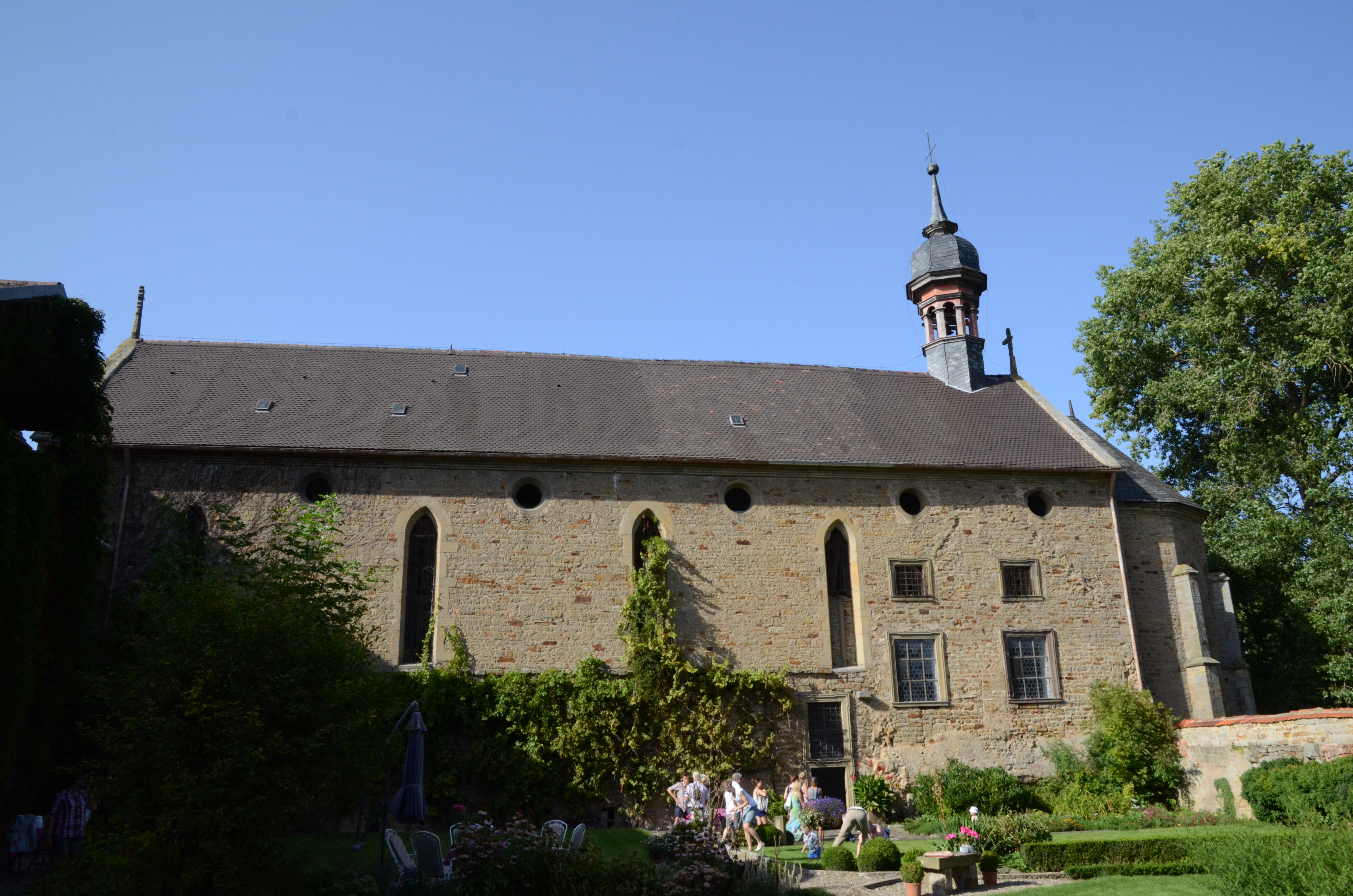
Klosterkirche in Heiligenthal
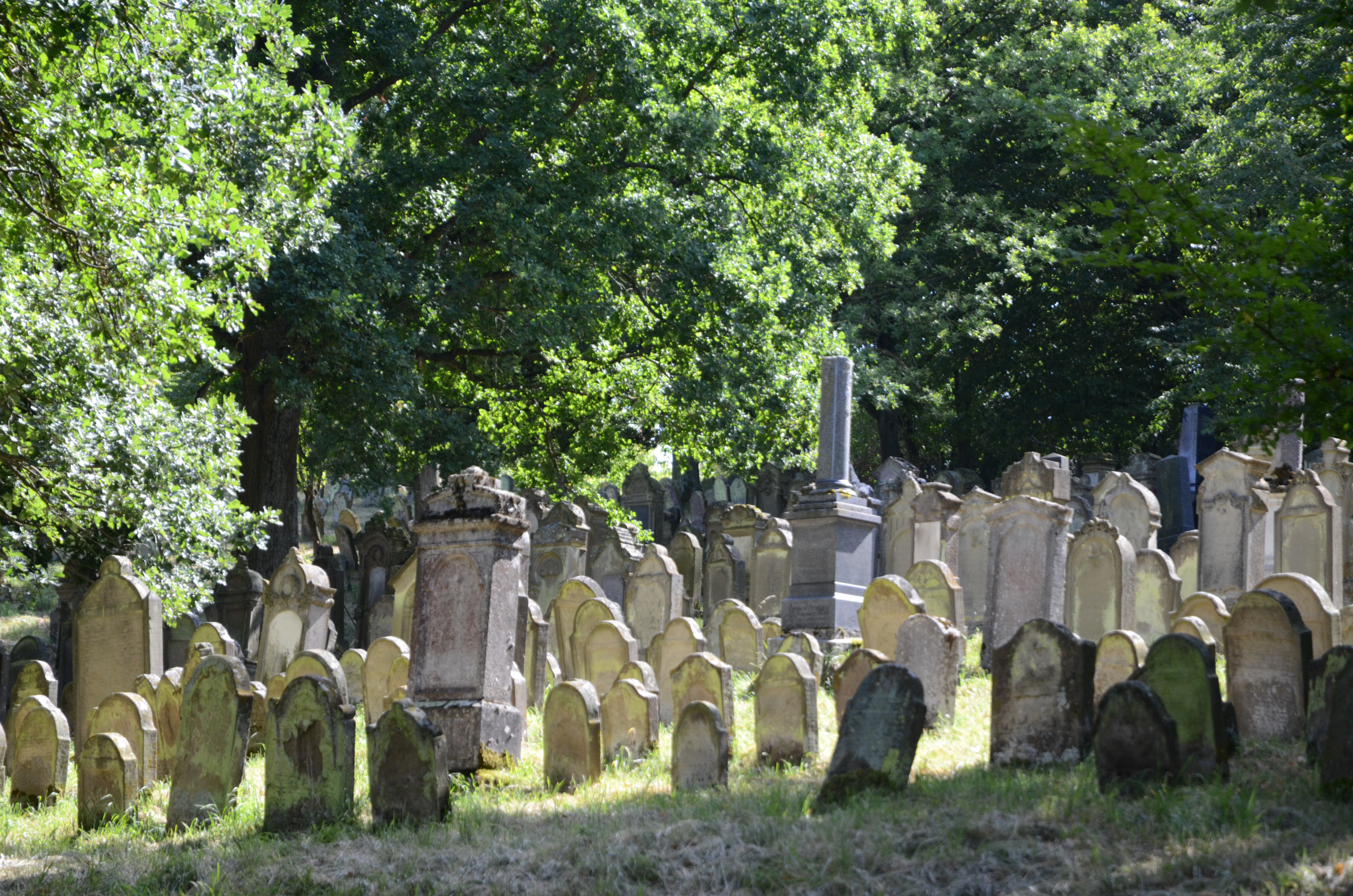
Jüdischer Friedhof bei Schwanfeld

## Wirtschaft und Infrastruktur

### Wirtschaft einschließlich Land- und Forstwirtschaft
Es gab 2020 nach der amtlichen Statistik im Bereich Handel und Verkehr 70 sozialversicherungspflichtig Beschäftigten am Arbeitsort. In sonstigen Wirtschaftsbereichen waren am Arbeitsort 80 Personen sozialversicherungspflichtig beschäftigt. Sozialversicherungspflichtig Beschäftigte am Wohnort gab es insgesamt 811. Im verarbeitenden Gewerbe gab es zwei Betriebe, im Bauhauptgewerbe einen Betrieb. Zudem bestanden im Jahr 2016 17 landwirtschaftliche Betriebe mit einer landwirtschaftlich genutzten Fläche von 580 Hektar, davon waren 554 Hektar Ackerfläche und 26 Hektar Dauergrünfläche.

### Weinbau
Schwanfeld ist heute Weinbauort im Anbaugebiet Franken. Eine Weinlage existiert um das Dorf, der Wein wird seit den 1970er Jahren unter dem Namen Schwanfelder Mühlberg vermarktet, wobei der Name auf die zwei Mühlenbetriebe um das Dorf verweist. Schwanfeld ist Teil des Bereichs Volkacher Mainschleife, bis 2017 waren die Winzer im Bereich Maindreieck zusammengefasst. Die Muschelkalkböden um Schwanfeld eignen sich ebenso für den Anbau von Wein, wie die Lage in der Maingauklimazone, die zu den wärmsten Deutschlands gehört.
Bereits seit dem Frühmittelalter betreiben die Menschen um Schwanfeld Weinbau. Die fränkischen Siedler brachten wohl im 7. Jahrhundert die Rebe mit an den Main. Erstmals erwähnt wurde die Rebe um den Ort im 12. Jahrhundert in einer Urkunde von Kloster Heiligenthal. Im Mittelalter gehörte die Region zum größten zusammenhängenden Weinbaugebiet im Heiligen Römischen Reich. Die Menschen betrieben zumeist Nebenerwerbsweinbau zur Selbstversorgung, gleichzeitig bildeten sich bereits Exportzentren insbesondere entlang des Maines heraus.
Der Weinbau erlebte nach der Säkularisation zu Beginn des 19. Jahrhunderts einen umfassenden Niedergang. Vor allem klimatisch weniger begünstige Lagen gab man vollständig auf. Zusätzlich erschwerte das Aufkommen von Schädlingen wie der Reblaus den Anbau. Konsolidieren konnte sich die Weinbauregion Franken erst wieder in der zweiten Hälfte des 20. Jahrhunderts. Der Einsatz von Düngern und verbesserte Anbaumethoden hatten dazu ebenso beigetragen wie die Organisation in Genossenschaften und die Flurbereinigung der 1970er Jahre. Die Schwanfelder Weinlage nimmt nur eine kleine Fläche ein, lediglich ein Nebenerwerbswinzer betreibt im Ort Weinbau.
| Weinlage | Größe 1993 | Größe 2017 | Himmelsrichtung | Hangneigung | Hauptrebsorten | Großlage            |
| -------- | ---------- | ---------- | --------------- | ----------- | -------------- | ------------------- |
| Mühlberg | 5 ha       | 4 ha       | Südwesten       | 25 %        | Müller-Thurgau | Volkacher Kirchberg |

### Verkehr
Die Staatsstraße St 2270 führt durch Schwanfeld.

### Bildung und Kultur
Es gibt folgende Einrichtungen (Stand: 2017):
- katholischer Kindergarten St. Michael mit 100 Plätzen
- Grundschule

In Schwanfeld wurde am 16. Oktober 2010 das Bandkeramik-Museum Schwanfeld eröffnet. Es setzt sich mit seinen Exponaten mit der bandkeramischen Kultur auseinander und stellt das Leben der ältesten mitteleuropäischen bäuerlichen Kultur der Jungsteinzeit (Neolithikum) vor 7500 Jahren dar.

## Persönlichkeiten
- Jacob Elkan (1742–1805), Hoffaktor in Weimar
- Ludwig Frankenthal (1881–1944), Chirurg und Holocaust-Opfer